# 卡米拉·吕特·尤尔
卡米拉·吕特·尤尔（丹麥語：Kamilla Rytter Juhl，1983年11月23日—），丹麦著名羽毛球女子雙打運動員。她与托马斯·雷伯恩的混雙最高世界排名第一位（2010年第25週），兩人曾於2009年世界羽毛球锦标赛贏得混雙冠軍。她与克里斯汀娜·彼德森的女雙排名亦曾高居第二位（2017年3月2日），並於2016年夏季奧林匹克運動會羽毛球比賽女雙奪得銀牌，為歐洲女子雙打選手於奧運羽球比賽的最佳成績。
卡米拉·吕特·尤尔曾与不同搭档五度赢得歐洲羽毛球錦標賽女雙冠军（2008、2012、2014、2016、2017）及二座混雙冠军（2006、2010）。此外，她還曾赢於2018年全英羽毛球公开賽奪得女雙冠军。團體賽方面，她以主力隊員身分助丹麥國家羽毛球隊獲得2011年蘇迪曼盃亚军，以及連續三屆夺得歐洲羽毛球男女子團體錦標賽冠軍（2014年至2018年）。

## 簡歷

### 2006年
2006年7月，卡米拉·吕特·尤尔分别与莉娜·弗埃尔·克里斯蒂安森以及托马斯·雷伯恩出戰泰國羽毛球公開賽，在女双準决赛以1比2（13-21、21-16、7-21）不敌赛会5/8号种子、泰国强档的莎拉丽·桑松卡姆/Sathinee Chankrachangwong；而混双準决赛以0比2（17-21、13-21）不敌赛会5/8号种子、韩国强档的李龍大/黃遊美。
2010年，卡米拉·吕特·尤尔夥拍托马斯·雷伯恩參加世界羽聯超級系列賽新加坡公開賽混合雙打比賽，贏得冠軍。
卡米拉·吕特·尤尔/克里斯汀娜·彼德森在2012年奥运会羽毛球女子雙打項目小组赛D組中以2比0（22-20、21-12）爆冷击败中国组合田卿/赵芸蕾，最後以D組第一名晉級淘汰賽，但在淘汰賽第一輪即以直落二敗於B組第二名的日本組合藤井瑞希/垣岩令佳出局。兩人意外以小組頭名晉級也間接引發女雙消極比賽風波。
2013年8月，吕特·尤尔參加中國廣州舉行的世界羽毛球錦標賽，先與新拍檔马德斯·皮勒尔·科尔丁出戰混合雙打項目，他們在首圈以2-0淘汰香港選手晉級，但在第二圈就以1比2（21-18、17-21、13-21）不敵頭號種子、中國的徐晨/马晋出局。

### 2014年世锦赛
2014年8月，卡米拉·吕特·尤尔參加丹麥巴勒魯普自治市舉行的世界羽毛球錦標賽，她分别与克里斯汀娜·彼德森和马德斯·皮勒尔·科尔丁出戰女子双打項目以及混合双打項目。她與克里斯汀娜·彼德森以2號種子身分出戰，故在首圈輪空；以2比0（21-12、21-16）轻取泰国的普蒂塔·素帕猜恭/沙西丽·德拉达那猜。在第三圈，以0比2（15-21、19-21）不敌印度尼西亚的尼蒂娅·克里欣达·马赫斯瓦里/格雷西娅·波利，16强止步。
此外，她與马德斯·皮勒尔·科尔丁出戰，首圈以2比0（21-10、21-9）完胜澳大利亚的譚家豪/格罗娅·萨莫维尔；次圈以0比2（17-21、15-21）不敌赛会2号种子中国的徐晨/马晋，32强止步。

### 2015年世锦赛女双亚军
2015年8月，卡米拉·吕特·尤尔參加印尼雅加达舉行的世界羽毛球錦標賽，她分别与克里斯汀娜·彼德森和马德斯·皮勒尔·科尔丁出戰女子双打項目以及混合双打項目。她與克里斯汀娜·彼德森以4號種子身分出戰，故在首圈輪空；以2比0（21-15、21-15）轻取中華台北的張淨惠 /張莘恬。在第三圈，以2比0（21-11、21-17）横扫韩国新秀的李紹希/申昇瓚。八强中，以2比0（21-8、21-10）完胜韩国的高我羅/柳海媛。準決賽中，以2比0（21-12、21-15）击败了日本的福万尚子/與猶胡桃，成功地终止后者继续以「黑馬」姿态前进。
决赛中，掀起了三局大战后，以1-2（25-23、8-21、15-21）先拿下首局，但其后被对手实现逆转，错失了夺得女双冠军的机会。最终，打满三局依然不敌中国的田卿/赵芸蕾，赢得女子双打银牌。
此外，她與马德斯·皮勒尔·科尔丁以13號種子身分出戰，故在首圈輪空；但在次圈以2比0（21-12、21-19）轻取加拿大的吳駿義/亚历山德拉·布鲁斯。在第三圈，激战三局以1-2（16-21、21-16、10-21）不敌赛会7號種子英格兰的克里斯·爱德考克/加布里·爱德考克，16强止步。

### 2016年里约奥运女雙夺银
2016年8月，卡米拉·吕特·尤尔代表丹麦出戰巴西里約熱內盧舉行的奥林匹克运动会羽毛球比賽女子双打項目，她與克里斯汀娜·彼德森以女双4號種子身分出戰。在小組賽階段首战便不敌中国的骆赢/骆羽、其后击败了美国的李意恒/宝拉·琳·奥巴娜娜和韩国的鄭景銀/申昇瓚，以赛会4號種子和小组第二名晉級八强。半準決賽，克里斯汀娜·彼德森和卡米拉·吕特·尤尔面对韩国的張藝娜/李紹希，以2比1（28-26、18-21、21-15）淘汰对手。準決賽，面對赛会2号种子、中国的唐渊渟/于洋，以2比1（21-16、14-21、21-19）拿下對手。決賽中，面對赛会1号种子、日本的松友美佐紀/高橋禮華，经历3局的激战，克里斯汀娜·彼德森與卡米拉·吕特·尤尔在第三局领先的优势下接连失误被对手逆转，最終以1比2（21-18、9-21、19-21）落败，后者也為日本在奧運會奪得第一面羽毛球金牌。

### 2017年世锦赛女雙季军
2017年8月， 卡米拉·吕特·尤尔參加苏格兰格拉斯哥舉行的世界羽毛球錦標賽，她和克里斯汀娜·彼德森出戰女子双打項目。她與克里斯汀娜·彼德森以2號種子身分出戰，故在首圈輪空；但在次圈以2比1（24-22、17-21、21-15）力克印度的阿什维尼·蓬纳帕/斯基·雷迪。在第三圈，以2-0（22-20、21-19）淘汰了韩国的金慧麟 /柳海媛。八强中，硬碰赛会7號種子日本二号女双的田中志穗/米元小春，激战三局以2-1 （21-5、18-21、27-25）险胜对手。準決賽中，再次面对另一组同样来自日本三号女双的福島由紀/廣田彩花，在先衰后胜的局面下，还是以1比2（17-21、21-19、14-21）无法阻止后者以「黑馬」姿态勇闯决赛并且赢得女子双打铜牌。

## 主要比賽成績
只列出曾進入準決賽的國際賽事成績：
| 年份   | 賽事                     | 公開賽級別 | 項目          | 拍檔                     | 成績   |
| ------ | ------------------------ | ---------- | ------------- | ------------------------ | ------ |
| 2006年 | 泰國羽毛球公開賽         |            | 女子雙打      | 莉娜·弗埃尔·克里斯蒂安森 | 準決賽 |
| 2006年 | 泰國羽毛球公開賽         | 混合雙打   | 托马斯·雷伯恩 | 準決賽                   |        |
| 2006年 | 韓國羽毛球公開賽         |            | 混合雙打      | 托马斯·雷伯恩            | 準決賽 |
| 2007年 | 韓國羽毛球超級賽         | 超級賽     | 混合雙打      | 托马斯·雷伯恩            | 亞軍   |
| 2007年 | 泰國羽毛球黃金大獎賽     | 黃金大獎賽 | 混合雙打      | 托马斯·雷伯恩            | 準決賽 |
| 2007年 | 日本羽毛球超級賽         | 超級賽     | 混合雙打      | 托马斯·雷伯恩            | 準決賽 |
| 2007年 | 中華台北羽毛球黃金大獎賽 | 黃金大獎賽 | 混合雙打      | 托马斯·雷伯恩            | 亞軍   |
| 2007年 | 法國羽毛球超級賽         | 超級賽     | 混合雙打      | 托马斯·雷伯恩            | 準決賽 |
| 2008年 | 印尼羽毛球超級賽         | 超級賽     | 混合雙打      | 托马斯·雷伯恩            | 亞軍   |
| 2008年 | 荷蘭羽毛球大獎賽         | 大獎賽     | 女子雙打      | 莉娜·弗埃尔·克里斯蒂安森 | 冠軍   |
| 2008年 | 丹麥羽毛球超級賽         | 超級賽     | 混合雙打      | 托马斯·雷伯恩            | 亞軍   |
| 2008年 | 中國羽毛球超級賽         | 超級賽     | 混合雙打      | 托马斯·雷伯恩            | 準決賽 |
| 2008年 | 香港羽毛球超級賽         | 超級賽     | 混合雙打      | 托马斯·雷伯恩            | 準決賽 |
| 2008年 | 世界羽聯超級系列賽總決賽 | 超級賽     | 混合雙打      | 托马斯·雷伯恩            | 冠軍   |
| 2009年 | 印尼羽毛球超級賽         | 超級賽     | 混合雙打      | 托马斯·雷伯恩            | 準決賽 |
| 2009年 | 丹麥羽毛球超級賽         | 超級賽     | 女子雙打      | 莉娜·弗埃尔·克里斯蒂安森 | 亞軍   |
| 2009年 | 世界羽毛球錦標賽         | 其他       | 混合雙打      | 托马斯·雷伯恩            | 冠軍   |
| 2009年 | 世界羽聯超級系列賽總決賽 | 超級賽     | 女子雙打      | 莉娜·弗埃尔·克里斯蒂安森 | 亞軍   |
| 2010年 | 馬來西亞羽毛球超級賽     | 超級賽     | 混合雙打      | 托马斯·雷伯恩            | 亞軍   |
| 2010年 | 瑞士羽毛球超級賽         | 超級賽     | 混合雙打      | 托马斯·雷伯恩            | 準決賽 |
| 2010年 | 歐洲羽毛球錦標賽         | 其他       | 混合雙打      | 托马斯·雷伯恩            | 冠軍   |
| 2010年 | 新加坡羽毛球超級賽       | 超級賽     | 混合雙打      | 托马斯·雷伯恩            | 冠軍   |
| 2010年 | 丹麥羽毛球超級賽         | 超級賽     | 混合雙打      | 托马斯·雷伯恩            | 冠軍   |
| 2010年 | 法國羽毛球超級賽         | 超級賽     | 女子雙打      | 克里斯汀娜·彼德森        | 準決賽 |
| 2010年 | 法國羽毛球超級賽         | 超級賽     | 混合雙打      | 托马斯·雷伯恩            | 準決賽 |
| 2011年 | 瑞士羽毛球黃金大獎賽     | 黃金大獎賽 | 女子雙打      | 克里斯汀娜·彼德森        | 準決賽 |
| 2011年 | 印尼羽毛球首要超級賽     | 首要超級賽 | 女子雙打      | 克里斯汀娜·彼德森        | 準決賽 |
| 2011年 | 印尼羽毛球首要超級賽     | 首要超級賽 | 混合雙打      | 托马斯·雷伯恩            | 準決賽 |
| 2011年 | 碧特博格羽毛球黃金大獎賽 | 黃金大獎賽 | 混合雙打      | 托马斯·雷伯恩            | 亞軍   |
| 2011年 | 香港羽毛球超級賽         | 超級賽     | 女子雙打      | 克里斯汀娜·彼德森        | 準決賽 |
| 2011年 | 世界羽聯超級系列賽總決賽 | 首要超級賽 | 女子雙打      | 克里斯汀娜·彼德森        | 準決賽 |
| 2012年 | 馬來西亞羽毛球超級賽     | 超級賽     | 女子雙打      | 克里斯汀娜·彼德森        | 冠軍   |
| 2012年 | 德國羽毛球黃金大獎賽     | 黃金大獎賽 | 混合雙打      | 托马斯·雷伯恩            | 冠軍   |
| 2012年 | 全英羽毛球首要超級賽     | 首要超級賽 | 混合雙打      | 托马斯·雷伯恩            | 亞軍   |
| 2012年 | 歐洲羽毛球錦標賽         | 其他       | 女子雙打      | 克里斯汀娜·彼德森        | 冠軍   |
| 2012年 | 歐洲羽毛球錦標賽         | 其他       | 混合雙打      | 托马斯·雷伯恩            | 準決賽 |
| 2012年 | 荷蘭羽毛球大獎賽         | 大獎賽     | 混合雙打      | 马德斯·皮勒尔·科尔丁     | 冠軍   |
| 2012年 | 法國羽毛球超級賽         | 超級賽     | 女子雙打      | 克里斯汀娜·彼德森        | 亞軍   |
| 2012年 | 世界羽聯超級系列賽總決賽 | 首要超級賽 | 女子雙打      | 克里斯汀娜·彼德森        | 亞軍   |
| 2012年 | 哥本哈根羽毛球大師賽     | 其他       | 混合雙打      | 馬德斯·皮勒爾·科爾丁     | 準決賽 |
| 2013年 | 韓國羽毛球首要超級賽     | 首要超級賽 | 女子雙打      | 克里斯汀娜·彼德森        | 準決賽 |
| 2013年 | 歐洲羽毛球混合團體錦標賽 | 其他       | 混合團體      | －                       | 亞軍   |
| 2013年 | 瑞士羽毛球黃金大獎賽     | 黃金大獎賽 | 女子雙打      | 克里斯汀娜·彼德森        | 準決賽 |
| 2013年 | 印度羽毛球超級賽         | 超級賽     | 女子雙打      | 克里斯汀娜·彼德森        | 亞軍   |
| 2013年 | 蘇迪曼盃                 | 其他       | 混合團體      | －                       | 準決賽 |
| 2013年 | 世界羽毛球錦標賽         | 其他       | 女子雙打      | 克里斯汀娜·彼德森        | 準決賽 |
| 2013年 | 日本羽毛球超級賽         | 超級賽     | 女子雙打      | 克里斯汀娜·彼德森        | 亞軍   |
| 2013年 | 倫敦羽毛球黃金大獎賽     | 黃金大獎賽 | 女子雙打      | 克里斯汀娜·彼德森        | 冠軍   |
| 2013年 | 丹麥羽毛球首要超級賽     | 首要超級賽 | 女子雙打      | 克里斯汀娜·彼德森        | 亞軍   |
| 2013年 | 香港羽毛球超級賽         | 超級賽     | 女子雙打      | 克里斯汀娜·彼德森        | 準決賽 |
| 2013年 | 世界羽聯超級系列賽總決賽 | 首要超級賽 | 女子雙打      | 克里斯汀娜·彼德森        | 冠軍   |
| 2013年 | 哥本哈根羽毛球大師賽     | 其他       | 混合雙打      | 馬德斯·皮勒爾·科爾丁     | 亞軍   |
| 2014年 | 馬來西亞羽毛球首要超級賽 | 首要超級賽 | 女子雙打      | 克里斯汀娜·彼德森        | 準決賽 |
| 2014年 | 歐洲女子羽毛球團體錦標賽 | 其他       | 女子團體      | －                       | 冠軍   |
| 2014年 | 印度羽毛球超級賽         | 超級賽     | 女子雙打      | 克里斯汀娜·彼德森        | 準決賽 |
| 2014年 | 新加坡羽毛球超級賽       | 超級賽     | 女子雙打      | 克里斯汀娜·彼德森        | 亞軍   |
| 2014年 | 歐洲羽毛球錦標賽         | 其他       | 女子雙打      | 克里斯汀娜·彼德森        | 冠軍   |
| 2014年 | 歐洲羽毛球錦標賽         | 其他       | 混合雙打      | 马德斯·皮勒尔·科尔丁     | 亞軍   |
| 2014年 | 澳洲羽毛球超級賽         | 超級賽     | 女子雙打      | 克里斯汀娜·彼德森        | 準決賽 |
| 2014年 | 法國羽毛球超級賽         | 超級賽     | 混合雙打      | 马德斯·皮勒尔·科尔丁     | 準決賽 |
| 2014年 | 哥本哈根羽毛球大師賽     | 其他       | 女子雙打      | 克里斯汀娜·彼德森        | 冠軍   |
| 2014年 | 哥本哈根羽毛球大師賽     | 其他       | 混合雙打      | 卡斯腾·摩根森            | 亞軍   |
| 2015年 | 馬來西亞羽毛球大師賽     | 黃金大獎賽 | 女子雙打      | 克里斯汀娜·彼德森        | 冠軍   |
| 2015年 | 歐洲羽毛球混合團體錦標賽 | 其他       | 混合團體      | －                       | 冠軍   |
| 2015年 | 德國羽毛球黃金大獎賽     | 黃金大獎賽 | 女子雙打      | 克里斯汀娜·彼德森        | 冠軍   |
| 2015年 | 德國羽毛球黃金大獎賽     | 黃金大獎賽 | 混合雙打      | 马德斯·皮勒尔·科尔丁     | 冠軍   |
| 2015年 | 印度羽毛球超級賽         | 超級賽     | 女子雙打      | 克里斯汀娜·彼德森        | 準決賽 |
| 2015年 | 澳洲羽毛球超級賽         | 超級賽     | 女子雙打      | 克里斯汀娜·彼德森        | 準決賽 |
| 2015年 | 世界羽毛球錦標賽         | 其他       | 女子雙打      | 克里斯汀娜·彼德森        | 亞軍   |
| 2015年 | 日本羽毛球超級賽         | 超級賽     | 女子雙打      | 克里斯汀娜·彼德森        | 亞軍   |
| 2015年 | 世界羽聯超級系列賽總決賽 | 首要超級賽 | 女子雙打      | 克里斯汀娜·彼德森        | 亞軍   |
| 2015年 | 哥本哈根羽毛球大師賽     | 其他       | 女子雙打      | 克里斯汀娜·彼德森        | 冠軍   |
| 2015年 | 哥本哈根羽毛球大師賽     | 其他       | 混合雙打      | 卡斯腾·摩根森            | 亞軍   |
| 2016年 | 歐洲女子羽毛球團體錦標賽 | 其他       | 女子團體      | －                       | 冠軍   |
| 2016年 | 全英羽毛球首要超級賽     | 首要超級賽 | 女子雙打      | 克里斯汀娜·彼德森        | 準決賽 |
| 2016年 | 印度羽毛球超級賽         | 超級賽     | 女子雙打      | 克里斯汀娜·彼德森        | 準決賽 |
| 2016年 | 歐洲羽毛球錦標賽         | 其他       | 女子雙打      | 克里斯汀娜·彼德森        | 冠軍   |
| 2016年 | 奧林匹克運動會羽毛球比賽 | 其他       | 女子雙打      | 克里斯汀娜·彼德森        | 银牌   |
| 2016年 | 日本羽毛球超級賽         | 超級賽     | 女子雙打      | 克里斯汀娜·彼德森        | 冠軍   |
| 2016年 | 韓國羽毛球超級賽         | 超級賽     | 女子雙打      | 克里斯汀娜·彼德森        | 準決賽 |
| 2016年 | 中國羽毛球首要超級賽     | 首要超級賽 | 女子雙打      | 克里斯汀娜·彼德森        | 準決賽 |
| 2016年 | 香港羽毛球超級賽         | 超級賽     | 女子雙打      | 克里斯汀娜·彼德森        | 冠軍   |
| 2016年 | 世界羽聯超級系列賽總決賽 | 首要超級賽 | 女子雙打      | 克里斯汀娜·彼德森        | 準決賽 |
| 2017年 | 印度羽毛球黃金大獎賽     | 黃金大獎賽 | 女子雙打      | 克里斯汀娜·彼德森        | 冠軍   |
| 2017年 | 歐洲羽毛球混合團體錦標賽 | 其他       | 混合團體      | －                       | 冠軍   |
| 2017年 | 全英羽毛球首要超級賽     | 首要超級賽 | 女子雙打      | 克里斯汀娜·彼德森        | 亞軍   |
| 2017年 | 新加坡羽毛球超級賽       | 超級賽     | 女子雙打      | 克里斯汀娜·彼德森        | 冠軍   |
| 2017年 | 歐洲羽毛球錦標賽         | 其他       | 女子雙打      | 克里斯汀娜·彼德森        | 冠軍   |
| 2017年 | 澳洲羽毛球超級賽         | 超級賽     | 女子雙打      | 克里斯汀娜·彼德森        | 亞軍   |
| 2017年 | 世界羽毛球錦標賽         | 其他       | 女子雙打      | 克里斯汀娜·彼德森        | 季軍   |
| 2017年 | 韓國羽毛球超級賽         | 超級賽     | 女子雙打      | 克里斯汀娜·彼德森        | 準決賽 |
| 2017年 | 世界羽聯超級系列賽總決賽 | 首要超級賽 | 女子雙打      | 克里斯汀娜·彼德森        | 準決賽 |
| 2018年 | 馬來西亞羽毛球大師賽     | 超級500賽  | 女子雙打      | 克里斯汀娜·彼德森        | 冠軍   |
| 2018年 | 印尼羽毛球大師賽         | 超級500賽  | 女子雙打      | 克里斯汀娜·彼德森        | 準決賽 |
| 2018年 | 印度羽毛球公開賽         | 超級500賽  | 女子雙打      | 克里斯汀娜·彼德森        | 準決賽 |
| 2018年 | 歐洲羽毛球女子團體錦標賽 | 其他       | 女子團體      | －                       | 冠軍   |
| 2018年 | 全英羽毛球公開賽         | 超級1000賽 | 女子雙打      | 克里斯汀娜·彼德森        | 冠軍   |

| 2007-2017年 | 首要超級賽 | 超級賽 | 黃金大獎賽 | 大獎賽 | 國際挑戰賽 | 國際系列賽 | 未來系列賽 | 其他 |

| 2018-2026年 | 總決賽 | 超級1000賽 | 超級750賽 | 超級500賽 | 超級300賽 | 超級100賽 | 國際挑戰賽 | 國際系列賽 | 未來系列賽 | 其他 |

### 奧運會和世錦賽參賽紀錄
|          | 搭檔                     | 2005 | 2006 | 2007 | 2008 | 2009 | 2010 | 2011 | 2012 | 2013 | 2014 | 2015 | 2016 | 2017 |
| -------- | ------------------------ | ---- | ---- | ---- | ---- | ---- | ---- | ---- | ---- | ---- | ---- | ---- | ---- | ---- |
| 女子雙打 | 莉娜·弗埃尔·克里斯蒂安森 | 32強 | 32強 | －   | 16強 | 16強 | －   | －   | －   | －   | －   | －   | －   | －   |
| 女子雙打 | 克里斯汀娜·彼德森        | －   | －   | －   | －   | －   | －   | 16強 | 8強  | 季軍 | 16強 | 亞軍 | 銀牌 | 季軍 |
|          |                          |      |      |      |      |      |      |      |      |      |      |      |      |      |
| 混合雙打 | 托马斯·雷伯恩            | 16強 | 8強  | 16強 | 8強  | 冠軍 | 8強  | 16強 | 8強  | －   | －   | －   | －   | －   |
| 混合雙打 | 马德斯·皮勒尔·科尔丁     | －   | －   | －   | －   | －   | －   | －   | －   | 32強 | 32強 | 16強 | －   | －   |

## 主要對賽紀錄
卡米拉·呂特·尤爾與主要對手的對賽成績如下（只列出對賽五次或以上對手，截至2017年8月7日）：
女雙 - 莉娜·弗埃爾·克里斯蒂安森
| 對手                            | 對賽次數 | 對賽結果 | 對賽結果 | 總計 |
| 對手                            | 對賽次數 | 勝       | 負       | 總計 |
| ------------------------------- | -------- | -------- | -------- | ---- |
| 簡毓瑾 程文欣                   | 8        | 3        | 5        | -2   |
| 尼克爾·格蕾瑟 夏爾曼·麗德       | 6        | 6        | 0        | +6   |
| 娜蒂斯達·希爾巴 卡米拉·奧古斯丁 | 6        | 2        | 4        | -2   |
| 尼克爾·格蕾瑟 朱利安·申克       | 5        | 3        | 2        | +1   |
| 唐娜·凱洛格 蓋爾·埃姆斯         | 5        | 1        | 4        | -3   |
| 其他選手                        | 145      | 86       | 59       | +27  |
| 總計                            | 175      | 101      | 74       | +27  |

混雙 - 托馬斯·雷伯恩
| 對手                            | 對賽次數 | 對賽結果 | 對賽結果 | 總計 |
| 對手                            | 對賽次數 | 勝       | 負       | 總計 |
| ------------------------------- | -------- | -------- | -------- | ---- |
| 諾瓦·維迪安托 利利亞納·納西爾   | 15       | 6        | 9        | -3   |
| 戍革·普拉帕卡莫 莎拉麗·桑松卡姆 | 7        | 6        | 1        | +5   |
| 內森·羅布森 蓋爾·埃姆斯         | 7        | 3        | 4        | -1   |
| 克里斯托夫·霍普 比爾吉德·邁克斯 | 5        | 5        | 0        | +5   |
| 內森·羅布森 珍妮·沃爾沃克       | 5        | 4        | 1        | +3   |
| 謝中博 張亞雯                   | 5        | 3        | 2        | +1   |
| 李龍大 李孝貞                   | 5        | 1        | 4        | -3   |
| 其他選手                        | 177      | 107      | 70       | +37  |
| 總計                            | 267      | 189      | 78       | +111 |

## 個人生活
卡米拉·呂特·尤爾與她的女雙搭檔克里斯汀娜·彼德森在2017年10月出櫃，是雙方各自的第一位同性戀人，並表示兩人自開始搭配前一年（2009年）就開始交往，之前沒有公布是因為不想以戀人的身分而是以比賽成績受到關注，且因為可能會前往對同性戀者不友善的國家參加比賽，為了保護彼此的安全而決定隱瞞兩人的戀情。直到2017年，她們認為自身在羽毛球方面的成就已經達到一定的層級而選擇公布這個消息。
2018年7月11日，尤爾和彼德森在兩人一同經營的社群網站公布尤爾懷孕的消息。

## 外部連結
- Kamilla Rytter Juhl and Christinna Pedersen的Facebook專頁